# Inverno e Monteleone
Inverno e Monteleone là một đô thị ở tỉnh Pavia trong vùng Lombardia của Ý, có cự ly khoảng 35 km về phía đông nam của Milan và khoảng 20 km về phía đông của Pavia. Tại thời điểm ngày 31 tháng 12 năm 2004, đô thị này có dân số 1.110 người và diện tích là 9,6 km².
Inverno e Monteleone giáp các đô thị sau: Corteolona, Gerenzago, Miradolo Terme, Sant'Angelo Lodigiano, Santa Cristina e Bissone, Villanterio.